# Malattia sessualmente trasmissibile
Una malattia trasmissibile sessualmente (nota anche con l'acronimo MTS) o infezione sessualmente trasmissibile (IST), o in lingua inglese sexually transmitted disease (STD), in passato malattia venerea, nella medicina, indica una malattia infettiva che si trasmette principalmente per contagio diretto in occasione di attività sessuali, inclusi i rapporti orali e anali. La maggior parte delle MTS inizialmente non presenta sintomi e ciò si traduce in un maggior rischio di trasmetterle ad altre persone. I sintomi e i segni della malattia possono includere perdite dalla vagina, dal pene, dolore pelvico, ulcere intorno agli organi genitali o su di essi. Un'infezione sessualmente trasmessa acquisita prima o durante una gravidanza può causare danni al nascituro. Alcune malattie sessualmente trasmissibili possono causare problemi di sterilità.

## Descrizione
Più di 30 diversi batteri, virus, funghi e parassiti possono causare questo tipo di malattie. Le infezioni fungine sono molto diffuse, prima fra tutte la candidosi. Le infezioni batteriche più spesso coinvolte includono, tra le altre, la clamidia, la gonorrea e la sifilide. Le malattie sessualmente trasmissibili di tipo virale possono essere, ad esempio, l'herpes genitale, l'AIDS e il condiloma acuminato, mentre tra le parassitosi, tra le altre, si possono includere la tricomoniasi. Nonostante solitamente le malattie si trasmettano durante un rapporto sessuale, alcune di queste possono essere trasmesse anche attraverso il contatto con sangue contaminato e tessuti, con l'allattamento al seno o durante il parto. Test diagnostici per le malattie veneree sono facilmente disponibili nel mondo sviluppato, ma spesso questo non è il caso nei Paesi in via di sviluppo.
Il modo più efficace per prevenire malattie sessualmente trasmissibili è di astenersi dall'avere rapporti sessuali. Alcune vaccinazioni possono anche diminuire il rischio di alcuni tipi di infezioni, tra cui l'epatite B e alcuni tipi di HPV. Pratiche sessuali più sicure, come l'uso di preservativi, avere un piccolo numero di partner sessuali, o uno solo, e avere rapporti sessuali reciprocamente esclusivi, diminuiscono il rischio. Negli uomini la circoncisione può essere efficace per prevenire alcune infezioni. La maggior parte delle malattie sessualmente trasmissibili è curabile o trattabile. Le infezioni più comuni, come la sifilide, la gonorrea, la clamidia e la tricomoniasi sono guaribili, mentre l'herpes, l'epatite B, l'HIV/AIDS e l'HPV sono trattabili ma non guaribili. La resistenza a determinati antibiotici si sta sviluppando tra alcuni organismi, come nel caso della gonorrea.
Nel 2008 è stato stimato che 357 milioni di persone siano state infettate dalla sifilide, dalla gonorrea, dalla clamidia o dalla tricomoniasi. Almeno altri 530 milioni di individui hanno l'herpes genitale e 290 milioni di donne hanno il papillomavirus umano. Malattie sessualmente trasmissibili, diverse dall'HIV, hanno provocato 142 000 morti nel 2013. Nel 2010, negli Stati Uniti vi sono stati 19 milioni di nuovi casi di infezioni a trasmissione sessuale. La documentazione storica delle malattie sessualmente trasmissibili risale almeno al papiro Ebers, datato intorno al 1550 a.C., e all'Antico Testamento. Spesso si riscontrano vergogna e stigmatizzazione associate con queste infezioni. L'appellativo "veneree" a questo genere di malattie si riferisce a Venere, dea mitologica dell'amore.

## Storia

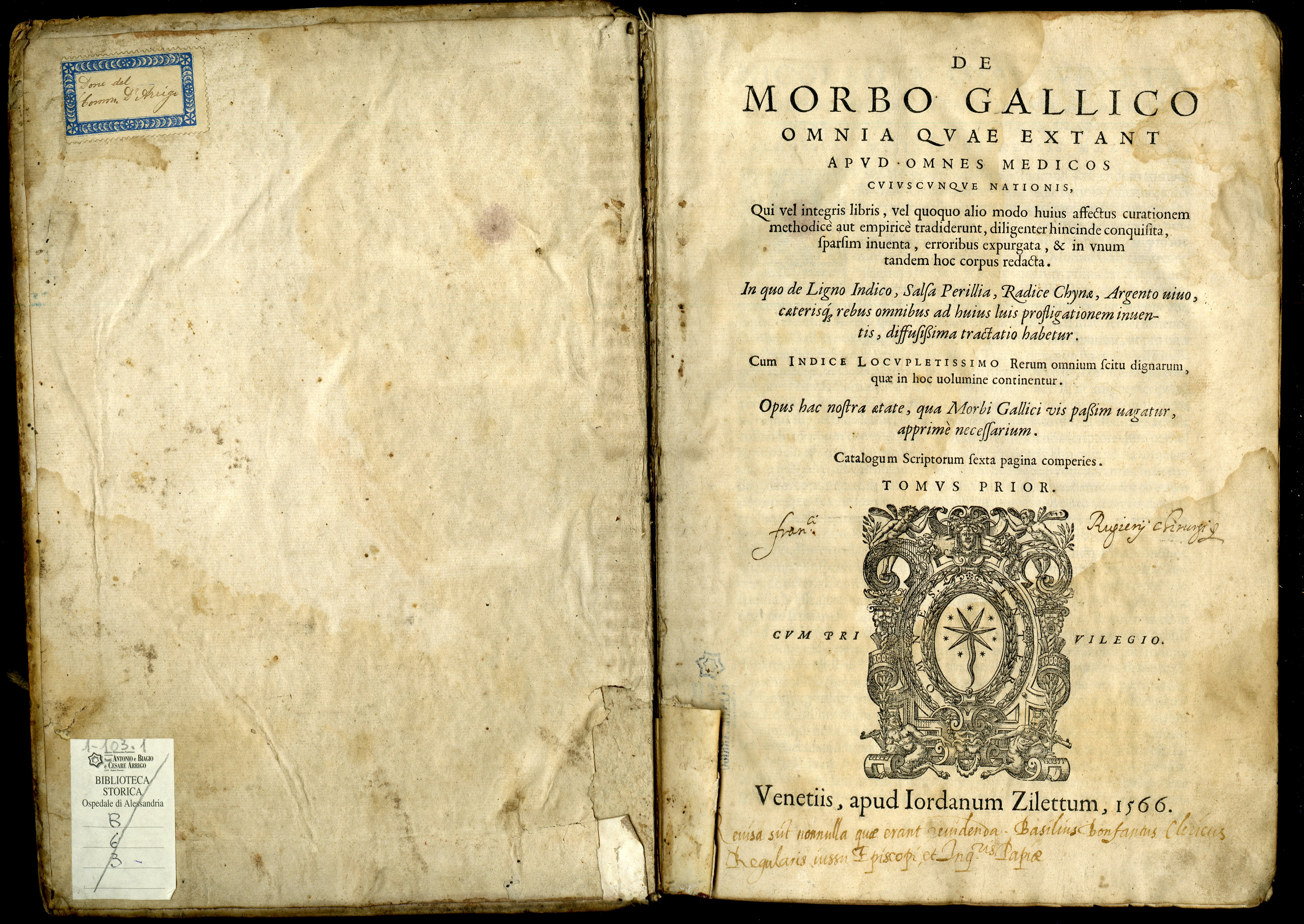
Opera del 1566 dedicata alla sifilide

Le malattie veneree hanno accompagnato tutta la storia dell'uomo, e se ne parla, ad esempio, nelle cronache di epoca romana. Marco Valerio Marziale descrive probabilmente la sifilide definendola "una malattia vergognosa". 

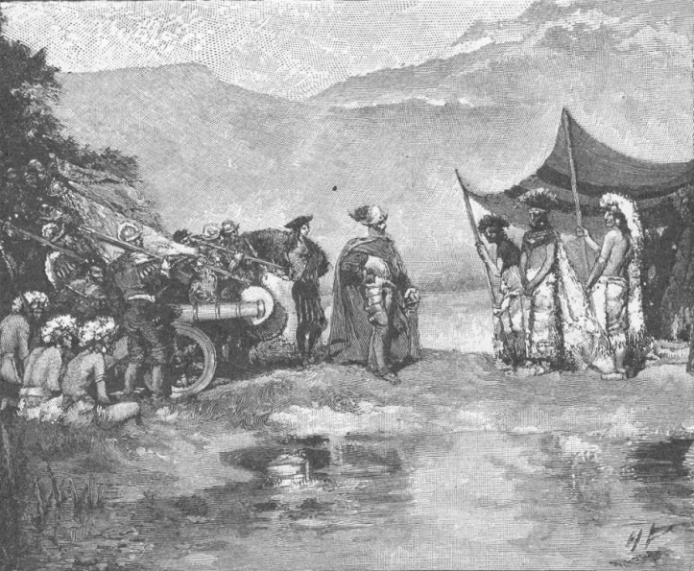
Incontro tra Hernán Cortés e Montezuma

Queste patologie hanno avuto momenti di recrudescenza con epidemie di sifilide e gonorrea in varie epoche, ad esempio, in Italia, dopo il 1494, con l'invasione di Carlo VIII di Francia. L'infezione fu probabilmente portata da soldati invasori. Gli spagnoli (conquistadores) e i portoghesi portarono la sifilide nelle Americhe, ma alcuni autori sostengono la tesi opposta, cioè che furono gli indigeni a contagiare i conquistatori. In genere, comunque, queste epidemie seguirono gli eserciti di conquista, portando spesso più morte delle stesse armi.
Le malattie veneree sono state fonte spesso di forte riprovazione sociale, essendo spesso associate a comportamenti considerati immorali. Questo ha rallentato o limitato le misure adatte per contenere l'infezione (isolamento e anche emarginazione del soggetto coinvolto), o il ricorso alla stessa terapia, spesso praticata in clandestinità. La scarsa informazione e la prostituzione hanno poi peggiorato la situazione permettendo una diffusione talvolta epidemica di tali malattie.

## Situazione attuale
Oggi è noto che queste patologie sono in genere causate dalla trasmissione di batteri, virus, parassiti o funghi che passano da un corpo all'altro attraverso il contatto della pelle (o delle mucose genitali) o con liquidi organici infetti (in alcune malattie anche la saliva).
Sebbene la via di contagio sia eminentemente sessuale, talvolta vengono colpiti anche altri organi oltre a quelli genitali e si può arrivare alla morte dell'individuo colpito, o a lesioni permanenti. Inoltre si possono trasmettere anche dalla madre al feto, durante la gravidanza, o dalla madre al neonato con l'allattamento.
Oggi si presta maggiore attenzione all'informazione su queste problematiche ed è più facile dotarsi dei mezzi meccanici di prevenzione (ad esempio il profilattico), e si opera per combattere le cause di ostacolo alla prevenzione e alla cura anche in termini di psicologia (sull'individuo affetto), o di morale generale, nell'intento di abbattere il pregiudizio e avvicinare con maggiore naturalezza il paziente al medico e arginare l'ulteriore espansione della patologia.

## Cause

### Trasmissione
Il rischio e la probabilità di trasmissione delle malattie sessualmente trasmissibili sono riassunti, secondo la pratica, in questa tabella:
| Rischi di rapporti sessuali non sicuri con partner infetto | Rischi di rapporti sessuali non sicuri con partner infetto | Rischi di rapporti sessuali non sicuri con partner infetto                  | Rischi di rapporti sessuali non sicuri con partner infetto |
| ---------------------------------------------------------- | --- | --------------------------------------------------------------------------- | ---------------------------------------------------------- |
|                                                            | Rischi conosciuti | Possibile                                                                   |                                                            |
| Praticare sesso orale su un uomo                           | - Clamidia alla gola - Gonorrea alla gola (25–30%) - Herpes (raro) - HPV - Sifilide (1%) | - Epatite B (basso rischio) - HIV (0,01%) - Epatite C (rischio sconosciuto) |                                                            |
| Praticare sesso orale su una donna                         | - Herpes - HPV | - Gonorrea alla gola - Clamidia alla gola                                   |                                                            |
| Uomo che riceve sesso orale                                | - Clamidia - Gonorrea - Herpes - Sifilide (1%) | - HPV                                                                       |                                                            |
| Donna che riceve sesso orale                               | - Herpes | - HPV - Vaginosi batterica - Gonorrea                                       |                                                            |
| Sesso vaginale uomo-donna                                  | - Clamidia (30–50%) - Pidocchio del pube - Scabbia - Gonorrea (22%) - Epatite B - Herpes (0,07% per HSV-2) - HIV (0,05%) - HPV (alto rischio: circa 40-50%) - Infezione da Mycoplasma hominis - Sifilide - Tricomoniasi - Infezione da ureaplasma | - Epatite C                                                                 |                                                            |
| Sesso vaginale donna-donna                                 | - Clamidia (30–50%) - Pidocchio del pube - Scabbia - Gonorrea (47%) - Epatite B (50–70%) - Herpes - HIV (0,1%) - HPV (alto rischio; circa 40-50%) - Infezione da Mycoplasma hominis - Sifilide - Tricomoniasi - Infezione da ureaplasma           | - Epatite C                                                                 |                                                            |
| Sesso anale attivo                                         | - Clamidia - Pidocchio del pube - Scabbia (40%) - Gonorrea - Epatite B - Herpes - HIV (0,62%) - HPV - Sifilide (14%) | - Epatite C                                                                 |                                                            |
| Sesso anale passivo                                        | - Clamidia - Pidocchio del pube - Scabbia - Gonorrea - Epatite B - Herpes - HIV (1,7%) - HPV - Sifilide (1,4%) | - Epatite C                                                                 |                                                            |
| Anilingus                                                  | - Amebiasi - Criptosporidiosi (1%) - Giardiasi - Epatite A(1%) - Shigellosi (1%) | - HPV (1%)                                                                  |                                                            |

### Eziologia batterica
- Gonorrea (o anche blenorragia, che è una possibile manifestazione della gonorrea): è una malattia da contatto, è causata da Neisseria gonorrhoeae. Infatti, per la donna basta sedersi su superfici infette, pulirsi con asciugamani infetti o indossare intimo infetto. Il batterio sopravvive per alcune ore al contatto con l'aria.
- Sifilide: è una complessa infezione sessualmente trasmissibile causata dal batterio Treponema pallidum. La sifilide è un'infezione genitale che causa ulcere ed escoriazioni e facilita la trasmissione dell'HIV. Si sviluppa in diversi stadi, ciascuno caratterizzato da sintomi e decorso diverso. Dal momento che alcune fasi della malattia hanno un lungo decorso senza manifestazioni cliniche evidenti, è possibile un'evoluzione progressiva in assenza di diagnosi e terapia. Se non è trattata adeguatamente, la sifilide può causare danni al sistema nervoso e ai vasi arteriosi, disturbo mentale e morte. Grazie a un semplice test diagnostico e all'elevata efficacia dell'antibioticoterapia, è oggi un'infezione potenzialmente controllabile dai sistemi di sanità pubblica.
- Gardnerella vaginalis: nella gran parte delle pazienti - oltre il 50% - la sua presenza nella vagina è assolutamente asintomatica. In altri casi, l'abnorme crescita del patogeno si associa alla comparsa di abbondanti secrezioni bianco-grigiastre e spiccatamente maleodoranti, specie se poste a contatto con soluzioni alcaline, come il normale sapone.
- Chlamydia trachomatis
- Ureaplasma urealyticum[30][31][35]
- Mycoplasma genitalis[36][37][38] e Mycoplasma hominis[26][27][28][29][39]

### Eziologia da protozoi
- Trichomonas vaginalis

### Eziologia virale
- Virus del papilloma umano (o HPV): può dare, a seconda del sierotipo, condilomi o essere causa diretta del carcinoma della cervice uterina, quindi la morte, come lo sono gli HPV 16 e 18. L'infezione da papillomavirus ha di fatto inizio con un contatto sessuale a livello genitale. Va tenuto presente a questo proposito che l'infezione può anche essere trasmessa a livello dell'asta peniena, dell'inguine o del perineo, aree quindi non ricoperte dal profilattico.
- HSV 1 e 2, i virus erpetici.

### Eziologia da parassiti
- Scabbia (Sarcoptes scabiei)
- Pediculosi del pube (Pthirus pubis)

### Eziologia da miceti
- Candidosi: quella da Candida albicans è la più comune; altre forme possono essere causate, ad esempio, da C. tropicalis.

### Altre patologie assimilabili, anche se non esclusivamente legate alla trasmissione sessuale
- AIDS, dovuta a infezione da retrovirus HIV. La trasmissione avviene tramite sangue, liquido seminale, secreto vaginale, latte materno, attraverso il contatto di questi elementi elencati con ferite aperte, ulcere, escoriazioni, occhi e mucose. Percentuale di modalità di contagio: sessuale 85%, tossicodipendenza 10%, emotrasfusioni 5%.
- Epatite C
- Epatite B

## Metodi di prevenzione
La prevenzione è fondamentale per affrontare le malattie sessualmente trasmissibili inguaribili come l'AIDS e l'herpes. L'informazione, le normali misure igieniche e la prudenza nel contrarre rapporti di tipo sessuale sono, da soli, un valido aiuto contro la proliferazione di queste patologie. Alcuni metodi contraccettivi, o comunque strumenti a barriera, svolgono anche funzione di difesa in questo caso, in particolare il profilattico, il profilattico femminile, mentre gli altri metodi anticoncezionali non proteggono dalle MTS.
Il modo più efficace per prevenire le malattie sessualmente trasmissibili è quello di evitare il contatto con parti del corpo o con liquidi biologici di un partner infetto. L'uso corretto del preservativo riduce il contatto e il rischio, tuttavia anche con il suo uso vi può essere una possibilità di trasmissione di alcune malattie.
Se vi è una storia di un possibile rischio, prima di iniziare il contatto sessuale, è necessario sottoporsi a dei test. Molte infezioni non sono rilevabili immediatamente dopo l'esposizione, per cui deve essere aspettato un tempo sufficiente tra le possibili esposizioni e i test perché essi siano precisi.

### Vaccini
Sono disponibili alcuni vaccini che proteggono da alcune malattie sessualmente trasmissibili virali, come l'epatite A, l'epatite B e alcuni tipi di HPV.

### Preservativi
I preservativi e il profilattico femminile forniscono una protezione solo se usati correttamente come una barriera e solo da e verso l'area che copre. Le aree scoperte sono ancora suscettibili di molte malattie sessualmente trasmissibili.
Nel caso dell'HIV, le vie di trasmissione sessuale quasi sempre coinvolgono il pene, così come l'HIV non può diffondersi attraverso la pelle intatta. Pertanto, proteggendo adeguatamente il pene con un preservativo indossato correttamente si può fermare in modo efficace la trasmissione del virus.
Altre infezioni sessualmente trasmissibili, anche di tipo virale, possono essere prevenute con l'uso del preservativo in lattice, in poliuretano o in poliisoprene. Alcuni microrganismi e virus sono abbastanza piccoli da passare attraverso i pori della pelle dei preservativi naturali, ma sono ancora troppo grandi per passare attraverso quelli di lattice o sintetici.
Al fine di proteggere meglio sé stessi e il partner da malattie sessualmente trasmissibili, il preservativo usato e il suo contenuto devono essere considerati contagiosi. Pertanto, il preservativo deve essere correttamente smaltito. Un nuovo preservativo deve essere utilizzato per ogni atto del rapporto sessuale. L'utilizzo di più di un preservativo contemporaneamente aumenta la possibilità di rottura, annullando l'efficacia come una barriera.